# کوین لودانوآ
کوین لودانوآ (فرانسوی: Kévin Ledanois‎؛ زادهٔ ۱۳ ژوئیهٔ ۱۹۹۳) دوچرخه‌سوار اهل فرانسه است.
از باشگاه‌هایی که در آن رکاب زده‌است می‌توان به تیم دوچرخه‌سواری فورتونئو–اسکارو، و تیم دوچرخه‌سواری فورتونئو–اسکارو، اشاره کرد.